# Martin Høirup
Martin Høirup  (født 5. juli 1982) er en 195 cm høj dansk basketballspiller, som spiller for Team FOG Næstved, hvor han er anfører, på 15. år i sæsonen 2010/11. Har været udtaget til bruttotruppen til det danske landshold, men har endnu sin første landskamp til gode.
Martins primære position på banen er power forward, men i 2010/11 sæson formodes han at skulle spille small forward, da klubben besidder to stærke inside spillere i Lee Roberts og Peter Johansen, der begge er over to meter i højden.